# Aurélien Rigaux
Aurélien Anthony Rigaux (Saint-Omer, 14 maggio 1988) è un cestista francese.